# نیشیکی-ئه
نیشیکی-ئه (به ژاپنی: 錦絵 Nishiki-e)،

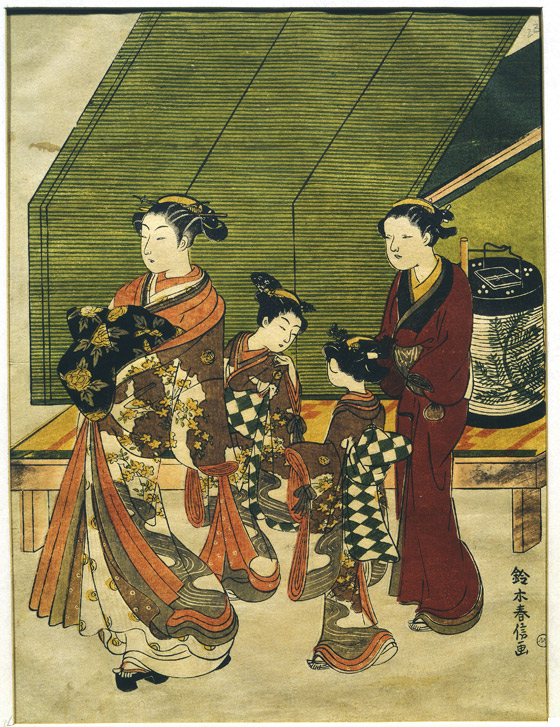
نگاره ای از چاپگر سوزوکی هارونوبو

نوعی چاپ چند رنگ چاپ‌نقش چوبی است. این تکنیک در درجه اول اوکی‌یوئه استفاده می‌شد. این تکنیک در دهه ۱۷۶۰ اختراع شد و توسط چاپگر سوزوکی هارونوبو، که بین سال ۱۷۶۵ و تا زمان مرگش در پنج سال بعد بسیاری از چاپ‌های نیشیکی را تولید کرد، کامل و محبوب شد.